# Hirschhörnlkopf
Der Hirschhörnlkopf, auch Hirschhörndlkopf ist ein 1514 m ü. NHN hoher Berg in den Bayerischen Voralpen nordwestlich oberhalb Jachenau und 3,8 km östlich des Jochberges. Der Namensbestandteil -kopf, der für diesen Berg nicht immer verwendet wird, beugt Verwechslungen mit der bergigen Walchensee-Halbinsel Hirschhörnl 3,7 km weiter südwestlich vor.
Der Aufstieg erfolgt von Jachenau oder Kochel. Es handelt sich um einfache Wanderungen auf Forststraßen und Steigen. Der Hirschhörnlkopf wird wegen seines südseitig gelegenen Anstiegs auch im Winter häufig zu Fuß erstiegen. Der Übergang über die Kotalm zum Jochberg und weiter zum Kesselberg oder zur Benediktenwand und zur Tutzinger Hütte ist möglich.